# Pterolophia ochreithorax
Pterolophia ochreithorax là một loài bọ cánh cứng trong họ Cerambycidae.